# Фріц Пюттер
Фріц Пюттер (нім. Fritz Pütter; 14 січня 1895, Дюльмен — 10 серпня 1918, Бонн) — німецький льотчик-ас, лейтенант Прусської армії. Кавалер ордена Pour le Mérite.

## Біографія
Записався на військову службу 24 серпня 1914 року, потрапивши зі своєю частиною на Східний фронт. Героїзм на полі бою приніс йому офіцерське звання, а 12 жовтня 1915 року його перевели в 370-й піхотний полк.
Пюттер вступив в авіацію 24 серпня 1916 року, розпочавши курс підготовки на пілота у 8-му запасному льотному дивізіоні в Грауденці, і після його завершення 9 грудня 1916 року призначений у 251-й льотний дивізіон. 7 березня 1917 року переведений у 9-ту винищувальну ескадрилью, де здобув 10 перемог (включаючно з 7 аеростатами), поки 3 лютого 1918 року не був призначений командиром 68-ї винищувальної ескадрильї.
16 липня 1918 року Пюттера важко обпалив запальний боєкомплект його Fokker, який спалахнув. Льотчик 10 серпня помер від ран у шпиталі.
Всього за час бойових дій здобув 25 перемог, з них 8 аеростатів.

## Нагороди
- Залізний хрест 2-го і 1-го класу
- Нагрудний знак військового пілота (Пруссія)
- Королівський орден дому Гогенцоллернів, лицарський хрест з мечами
- Pour le Mérite (31 травня 1918)